# Club Atletico Faenza Pallacanestro
Il Club Atletico Faenza Pallacanestro è stata la principale società cestistica di Faenza. Partecipò al campionato di serie A1 femminile fino alla stagione 2011-2012. Rimasta attiva per alcuni anni nel settore juniores, dal 2014 la società ha cessato formalmente di esistere. 
È tuttora la società cestistica più titolata della Romagna. Sin dai primi anni del secondo dopoguerra ha giocato ai vertici della pallacanestro femminile italiana. È la società che vanta il maggior numero di partecipazioni al massimo campionato nazionale italiano: nella 2011-2012 ha raggiunto la cifra di 53 partecipazioni, di cui 16 consecutive. Dal 1990 al 2014 il presidente della società è stato Enrico Piombini.

## Storia

### La nascita, la promozione e la Serie B
La sezione Pallacanestro della polisportiva Club Atletico Faenza nasce nell'estate del 1948 (anche se una squadra di pallacanestro femminile esisteva già dal 1945 e subito contribuisce a far nascere nel cuore dei faentini l'amore per la pallacanestro. Ufficialmente, la prima affiliazione alla Federazione Italiana Pallacanestro avviene nel 1950, con la matricola societaria n. 114 nazionale (per la Fip è ufficialmente il più vecchio club femminile italiano).
La scalata ai vertici del basket femminile italiano è rapida. La squadra impiega solo tre anni per raggiungere la serie A: i primi due anni in Promozione regionale, poi un anno di Serie B come trampolino di lancio per la massima serie. Parte del merito va alle nazionali Anna Maria Franchini e Lucia Linari, ma uno degli artefici di questo importante traguardo è sicuramente l'allenatore Ernesto Miccoli.
Faenza disputa il primo campionato di Serie A nella stagione 1951-52.

### Il periodo d'oro della Serie A

L'Omsa Faenza, seconda a pari merito con l'Autonomi Torino nella stagione 1954-1955

L'Omsa Faenza, quarta classificata nella stagione 1955-1956

L'Omsa Faenza nella stagione 1956-1957

L'Omsa Faenza nella stagione 1958-1959

L'Omsa Faenza nella stagione 1959-1960

Nel 1951-1952 il Club Atletico Faenza si trova dunque ad affrontare la sua prima stagione nel massimo campionato.
Sono anni epici per il Faenza, con le partite casalinghe che venivano disputate nel campetto in cemento della Settimana Faentina, con squadre fatte praticamente in casa e il sostegno della numerosa cornice di pubblico, che con tanta passione assisteva ad ogni partita.
Gli anni cinquanta vedono l'Omsa Faenza, guidata in panchina da Ernesto Miccoli e in campo da Anna Maria Franchini e da Lucia Linari, protagonista di memorabili sfide con la Bernocchi Legnano, con la Ginnastica Comense, con l'A.P. Udinese, con l'Autonomi Torino e con la Ginnastica Triestina. I risultati migliorano con il passare degli anni, infatti il 6º posto della prima stagione viene eguagliato in quella successiva del 1952-53. Nel 1952 arriva il primo sponsor, il calzificio Omsa, fondato dall'imprenditore forlivese Paolo Orsi Mangelli. Il sodalizio con la squadra durerà ben 16 anni, fino al 1968. Il cammino dell'Omsa Faenza è in crescendo: si passa al 4º posto nel 1953-1954 che viene ulteriormente migliorato l'anno dopo, quando nel 1954-1955 l'Omsa Faenza si classifica al 2º posto, a tre punti di distanza dalle tricolori della Bernocchi Legnano.
Il 1954-1955 è un anno pieno di sorprese, difatti giunge il titolo di Migliore realizzatrice del campionato di Serie A per Anna Maria Franchini ed ulteriore evento è la partita amichevole tra la Nazionale italiana e la formazione austriaca (organizzata tra l'altro dalla società faentina) alla quale assistono circa 2000 persone. Vince l'Italia 57 a 30. Da segnalare nel campionato 1955-1956 la presenza della giocatrice danese Tove Christensen, ricordata per essere stata la prima straniera nella storia della società. Nella stagione stessa viene eletto come nuovo presidente della società Riccardo Cimatti, al posto di Bruno Argnani, che aveva guidato il consiglio per le prime stagioni. Le aspettative sono tante, inizialmente l'obbiettivo di partenza è quello di lottare per il vertice e l'inizio è dei migliori, tanto che alla 5ª giornata l'Omsa si ritrova sola in testa alla classifica. Poi le sconfitte contro Bernocchi Legnano e contro l'Autonomi Torino, spengono i sogni di gloria: infatti le faentine chiudono al 4º posto il torneo, con Anna Maria Franchini che bissa il titolo dell'anno precedente, confermandosi Miglior realizzatrice del campionato di Serie A. Nel 1956-57 si ripete l'assalto al tricolore, con l'Omsa Faenza che insegue per tutto il campionato la Ginnastica Triestina, anche se a 2 punti dal traguardo le speranze si infrangono, ma cosa positiva per il Faenza è il terzo titolo consecutivo di miglior realizzatrice del campionato centrato da Anna Maria Franchini, che a fine stagione prende la decisione di ritirarsi.
Gli anni seguenti invece sono anni di ringiovanimento con Gigliola Albonetti e con Lidia Marchetti nuove leader della squadra, sempre sotto la guida dell'ormai esperto Ernesto Miccoli. Il team faentino inizia il campionato 1957-58 con tre successi in quattro giornate, lanciandosi al comando della classifica assieme allo Stock Trieste, ma nel quinto turno soccombe proprio nel confronto diretto contro le giuliane. Poi l'Omsa prosegue su buoni livelli, restando sempre nelle zone alte della classifica, concludendo però al 4º posto insieme all'Autonomi Torino. Nella stagione 1958-59 continua l'opera di ringiovanimento: sono inserite in prima squadra le quindicenni Noretta Casadio e Gigliola Monti e la quattordicenne Giovanna Resta. Si tratta della più giovane squadra della serie A, guidata dalla capitana Maria Rosa Dalmonte. Il campionato inizia in salita con una netta sconfitta contro le campionesse d'Italia dello Stock Trieste, ma poi le faentine si rifanno vincendo gli incontri con le avversarie alla loro portata, distanziando le zone basse della classifica. Il campionato si conclude con l'Omsa al 7º posto. La salvezza matematica arriva alla penultima giornata, con un bel successo interno contro la rivale diretta Autovox Roma. Gigliola Albonetti e Lidia Marchetti risultano le due migliori realizzatrici, "chiocce" di un gruppo di giovani atlete.
L'Omsa affronta il campionato 1959-60 con una strepitosa Lidia Marchetti, che diventa il nuovo punto di forza della squadra. Vanno segnalate le belle vittorie contro l'Usat Torino e contro l'Ozo Milano, quest'ultima battuta grazie ad un canestro finale di Gigliola Albonetti. L'Omsa conclude al 6º posto, tenendo a distanza le zone basse della classifica.

### Gli anni sessanta e il ritorno in Serie B
Nel 1961 viene costruito quello che per tanti è stato la casa del Club Atletico Faenza Pallacanestro, il palasport che verrà intitolato all'ingegnere Dino Bubani, suo progettista e dirigente della società cestistica per tanti anni. Il PalaBubani viene inaugurato il 26 dicembre 1961 con l'amichevole vinta contro le francesi del Nizza. Procede di pari passo l'allestimento di una squadra vincente: alle veterane Albonetti e Marchetti si aggiunge la giovane pivot Giovanna Resta (che aveva esordito quattordicenne nel 1958, vedi sopra). L'Omsa riprende la sua ascesa verso il vertice, prima con i quarti di finale persi contro le campionesse in carica dell'Udinese nella stagione 1960-61, poi con l'eliminazione nel girone di play-off nel campionato 1961-62. Il campionato 1962-63 inizia nel migliore dei modi con Faenza dapprima capolista solitaria e poi stabilmente nei piani alti della classifica, finché nel girone di ritorno arriva una sconfitta inaspettata con la Pejo Brescia, a causa di un tiro sulla sirena sulla cui validità si discute a lungo. Il pubblico faentino non ci sta e la FIP squalifica pesantemente il PalaBubani. Alla fine la compagine di Ernesto Miccoli chiude al 4º posto.
Qualche timore emerge alla vigilia della stagione 1963-64, quando la Albonetti conclude la carriera ed Ernesto Miccoli lascia Faenza per il grande salto nella pallacanestro maschile al Gira Bologna. Il Club Atletico Faenza viene affidato prima al tecnico di casa Alfonso Saviotti (5º posto finale) e poi l'anno successivo a Ezio Scudellari (6º posto). Nel 1965-66 ma l'Omsa vede il ritiro di altre due grandi giocatrici, le ex Nazionali Marchetti e Resta e presenta al via una formazione giovanissima, 16 anni e 11 mesi di media, tutta formata da faentine, ad eccezione della trentaseienne bolognese Corbelli. Nonostante il rientro dell'allenatore Miccoli e la buona volontà delle ragazze, la squadra si rivela inesperta e inanella una serie impressionante di sconfitte. Quando la squadra sembra dare speranza di ripresa arriva la mazzata della FIP, che tramuta in sconfitta a tavolino la partita contro la Pejo Brescia e penalizza di 1 punto le manfrede per un fantomatico errore di tesseramento (poi smentito dalla stessa FIP regionale che lo aveva realizzato). È il colpo di grazia e l'Omsa retrocede dopo 15 anni in Serie B.
Ha avvio la ricostruzione; la società continua a credere nel proprio settore giovanile anche a costo di disputare campionati anonimi, o quasi, come quelli del 1966-67 e 1967-68. Nel 1968 Miccoli fa esordire tre giovani faentine che poi daranno vita al rilancio del club: Mariangela Piancastelli, Caterina Reggi e Elena Silimbani. Tutte e tre entreranno nel giro della Nazionale (oltre a Giovanna Venturi, già convocata). Con il ritorno all'attività di Gigliola Albonetti le speranze di un ritorno in serie A cominciano a farsi concrete, ma si spengono nel girone di semifinale, quando la società viene abbandonata dallo sponsor Omsa. L'anno successivo, con la nuova presidenza di Giuseppe Marabini, il sogno si realizza, con la vittoria interna contro Milano in un PalaBubani stracolmo: è il 24 maggio 1970. Come corollario alla promozione, Faenza conquista anche il titolo di campione d'Italia di Serie B, battendo in tre partite il Cus Cagliari, vincitore del girone Centro-sud.

### Gli anni settanta e la prima volta in Europa
Al termine della prima stagione in Serie A Faenza trova un nuovo sponsor, il liquore "Amarissimo Sanley", prodotto da un'azienda di Castel Bolognese, che contribuisce a sistemare la situazione economica. Soddisfatto, l'avvocato Marabini lascia la presidenza della società a Giovanni Massari, uno dei suoi più stretti collaboratori.
Nel campionato 1971-72 la squadra, guidata dal trio Piancastelli, Reggi e Albonetti, si salva abbastanza agevolmente e l'anno successivo conquista un meritato 6º posto e i quarti di finale di Coppa Italia. Il 1972-73 vede il ritiro definitivo dall'attività di Ernesto Miccoli, dopo 22 stagioni alla guida della squadra. La panchina passa al bolognese Giuseppe Comastri, che pilota le faentine al 6º posto finale dopo aver navigato anche nelle prime posizioni in classifica. Il 1973-74 vede l'arrivo del nuovo sponsor, la "Ceramica Cerdomus" (anch'essa di Castel Bolognese), ed il ritorno in panchina del faentino Alfonso Saviotti (già allenatore nel 1963-64). In prima squadra viene promossa la giovane guardia Jole Pirazzoli, a conferma della politica societaria dell'investimento sul settore giovanile. La squadra è protagonista di un buon campionato concluso con il ritorno a Faenza dopo 20 anni della Nazionale Italiana. L'evento si svolge il 20 aprile 1974 al PalaBubani, l'Italia affronta il Giappone. La Nazionale azzurra viene sconfitta 59-75 dalle nipponiche. L'anno successivo vede la Cerodomus lottare con le prime della classe, battendo fra le altre l'ambiziosa Standa Milano in un finale al cardiopalma che infiamma un PalaBubani gremitissimo. La classifica finale vede le faentine solamente al 6º posto, complice un infortunio alla Reggi, che in seguito abbandona l'attività agonistica.
Il campionato 1975-76 inizia con l'abbandono della presidenza da parte di Massari; la massima carica viene assunta da Francesco Dalpane. Per le faentine non è un campionato facile, per tutta la stagione regolare lottano duramente per evitare la poule salvezza, che si materializza con la sconfitta interna contro la Geas Sesto San Giovanni, all'ultima giornata. Questa sconfitta costa la panchina a Saviotti, rimpiazzato dal bolognese Alfonso Bongiovanni, che guida la squadra con successo nella poule salvezza: Faenza vince tutte le partite garantendosi la permanenza nella massima serie. Il campionato 1976-77, nonostante l'abbandono dello sponsor Cerdomus che costringe ad un forzato ringiovanimento della rosa, si svolge sulla medesima falsariga: dopo un campionato altalenante le faentine ottengono la permanenza nella massima serie attraverso la poule salvezza, che si aggiudicano con autorevolezza.
Il campionato 1977-78 consegna al confermato coach Bongiovanni una formazione quasi immutata. Le manfrede disputano un'ottima stagione e si qualificano per la poule scudetto. La posizione finale al termine della stagione è un lusinghiero quinto posto, il miglior risultato degli ultimi anni.
Nel campionato 1978-79 torna dopo un decennio la sponsorizzazione dell'Omsa, che riprende a porre il suo nome sulla canotta biancoazzurra. Le manfrede, in virtù del quinto posto della stagione precedente, si trovano a disputare per la prima volta nella storia anche una competizione europea: la Coppa Ronchetti. Il cammino europeo delle manfrede si ferma al girone dei quarti di finale. In campionato l'Omsa si qualifica nuovamente per la poule scudetto e, dopo essersi ritrovata anche in testa alla classifica, termina la stagione al sesto posto. Il campionato 1979-80 vede il passaggio della presidenza da Francesco Dalpane a Mario Marchiani. Dopo due anni di poule scudetto stavolta la squadra guidata da Bongiovanni si deve accontentare della poule salvezza, che disputa con autorevolezza mantenendo la permanenza nella massima serie.

### Gli anni ottanta, sempre in bilico tra A1 e A2
Nel 1980-81 l'Omsa acquista l'ala Gollini ma si priva di due elementi molto importanti, quali Piattoni e Gherardi. Nella prima fase il Club Atletico perde le prime dodici partite consecutive (nonostante l'esonero di coach Bongiovanni dopo 8 giornate, sostituito da Gabriele Ceccaroni) e si classifica all'ultimo posto. Nella poule salvezza però le faentine si classificano terzultime, conquistando così una soffertissima salvezza.
Nel 1981-82 il nuovo allenatore è Renzo Paganelli. Lasciano il roster manfredo Mondini e Bruzzesi mentre arrivano la lunga Bernardoni e, con l'apertura delle frontiere, la prima straniera: Marta Moglish (USA). La prima fase vede l'Omsa classificarsi al penultimo posto; nella poule salvezza le cose peggiorano: le manfrede inanellano ben sette sconfitte consecutive e retrocedono quindi in A2. Ciò che però segna drammaticamente la stagione è l'improvviso decesso di coach Paganelli, per emorragia cerebrale, pochi giorni dopo la fine del campionato.
Nel 1982-83 l'Omsa punta subito alla promozione, modificando radicalmente il roster. Il nuovo tecnico è il faentino Claudio Agresti. Se ne vanno Silimbani e l'americana Moglish mentre arrivano le sorelle Bosso ed Eleonora Palmas. La squadra manfreda termina però la stagione regolare soltanto al quinto posto, mancando così la qualificazione ai playoff promozione.
Nel 1983-84 il nuovo presidente è Giancarlo Berardi, che prende il posto di Marchiani, ed il roster viene allungato con l'innesto di Elena Fioraso. Conducendo un campionato sempre ai vertici, Faenza si classifica al secondo posto nella stagione regolare. Nelle semifinali dei playoff promozione l'Omsa si sbarazza per 2-0 del Felisatti Ferrara e si ritrova nella decisiva finale contro il Giove Caserta. Le faentine si impongono di misura all'andata in trasferta (60-58). Al ritorno, in un PalaBubani tutto esaurito, superano facilmente le campane (72-57) conquistando così la promozione.
Nel 1984-85, per il ritorno in serie A1, l'Omsa ingaggia la fortissima americana Valerie Walker, la lunga Comelli e la play Caroli. Sempre agli ordini di coach Agresti le faentine conquistano la salvezza, chiudendo la stagione con un soddisfacente nono posto.
Nel 1985-86 l'Omsa parte con quattro nuovi innesti: Gasparini, Zanussi, Gori e Tattini. Lasciano la squadra invece le gemelle Bosso. La sola Walker non basta a sostenere la squadra e, dopo 12 giornate e una sola vittoria all'attivo, viene esonerato coach Agresti: gli subentra Viviana Corsini. Il cambio della guida tecnica non sortisce gli effetti sperati: le atlete, infatti, arrivano ultime nella prima fase e terzultime nella seconda. Negli spareggi salvezza di Marsciano contro Parma, Schio e Gragnano, le faentine arrivano ultime. Solo grazie alla rinuncia dell'Ottaviano le manfrede evitano la retrocessione.
La stagione 1986-87 è ancora più difficile della precedente. Vengono tesserate Fabris e Rizzardi mentre partono Fioraso e Tattini. In seguito alla conferma del ripescaggio, la rosa viene rinforzata in extremis anche con l'arrivo di Lisa O'Connor. In panchina siede Renato Xella che però non conclude il campionato: a 10 giornate dalla fine rassegna le dimissioni venendo sostituito dal vice Aldo Reggi. Tra dissidi che scoppiano in panchina, sanzioni da parte della società alle giocatrici e sciopero dei tifosi in polemica con la dirigenza, l'Omsa si classifica mestamente al penultimo posto in campionato. Questa volta non arriva il ripescaggio ed il Club Atletico retrocede in A2.
Nel 1987-88, dopo la retrocessione, diviene presidente Giovanni Mingazzini, mentre in panchina siede Andrea Petitpierre, bresciano di origine svizzera. Faenza conclude la stagione regolare al secondo posto e conquista la promozione aggiudicandosi lo spareggio sul campo neutro di Viterbo, contro Gragnano. Dopo una sola stagione di serie A-2 le romagnole tornano quindi nella massima serie. Nella stessa stagione, inoltre, la squadra Cadette vince il titolo italiano.
Nel 1988-89 il neo-promosso Club Atletico griffato Omsa tessera la guardia statunitense Michelle Edwards e la lunga slava Bojana Majstorovich. Al termine della stagione, spinta soprattutto da una straordinaria Edwards, si piazza al settimo posto, conquistando i play-off. Il post-season del Club Atletico si interrompe però già nei quarti, quando viene superata per 2-1 da Parma. Riguardo a questa stagione vi sono due curiosità rilevanti: la prima è la squalifica del PalaBubani per due giornate (la squadra dovrà giocare a Pesaro) in seguito alla partita contro Milano quando gli arbitri sono assediati negli spogliatoi per oltre un'ora dal pubblico faentino inferocito. La seconda è la prestazione straordinaria di Michelle Edwards nella gara-2 dei quarti di finale contro Parma: la guardia statunitense realizza infatti ben 60 punti, determinanti per la vittoria delle manfrede.
L'anno seguente (1989-90) la statunitense Erica Westbrooks sostituisce la Majstorovich. Lasciano la squadra anche Giovannetti e la capitana Favalli mentre a completare il roster viene tesserata l'ala Stefania Gaspardo. La squadra ha una bruttissima partenza, ma grazie a un ottimo girone di ritorno si piazza all'11º posto in classifica, garantendosi la permanenza nella massima serie.

### Gli anni novanta: inizia l'era Piombini
Nella stagione 1990-91 l'Omsa lascia partire la stella Michelle Edwards, sostituita dalla connazionale Tanya Haave, e la lunga Comelli. La squadra, sempre allenata da Petitpierre, ha un nuovo consiglio direttivo, di cui è presidente Enrico Piombini. Le faentine inseguono per tutto il campionato i playoff, ma alla fine si classificano al nono posto, mancando per un soffio l'accesso alla post-season.
Nel 1991-92 si interrompe il rapporto con Andrea Petitpierre: il nuovo allenatore è Stefano Ranuzzi. Dal mercato arrivano la slava Milosevic, Giovannetti e Vidimar mentre lasciano Faenza Haave, Prizia e Urlando. Nella stagione regolare le faentine raggiungono l'ottavo posto e conquistano l'accesso ai playoff. Nei quarti però vengono eliminate dalla Pool Comense per 2-0.
Nel 1992-93, dopo tanti anni, lo storico marchio Omsa abbandona il Club Atletico che si ritrova così senza sponsor. Il mercato estivo consegna due nuove straniere: le americane Alice Ruth Bolton e Wanda Guyton. La squadra parte bene ma in novembre entra in un lungo periodo di crisi e termina il campionato all'undicesimo posto, fuori dai playoff.
Nel 1993-94 un nuovo sponsor appare sulle canotte del Club Atletico: è il marchio Erreti. In seguito alla nuova sponsorizzazione la formazione faentina abbandona i tradizionali colori biancoazzurri e si veste di giallorosso. In panchina Dario Bellandi sostituisce Ranuzzi. Le uniche variazioni nel roster invece riguardano la cessione di Arcangeli, sostituita da Gori, e di Guyton, sostituita a partire da novembre da Stafford. Dopo un campionato con alti e bassi le faentine raggiungono la salvezza in anticipo sulla fine del campionato, classificandosi al nono posto.
Il 1994-95 vede gli arrivi di Valentina Gardellin e di Pamela Ferrari, insieme alle partenze di Vidimar e Morena Trerè. In campionato il girone di andata è ottimo, ma una serie di sconfitte conduce poi all'esonero di Bellandi, sostituito da Andrea Petitpierre, che ritorna a Faenza dopo tre anni. La società manfreda conclude la stagione regolare al sesto posto, qualificandosi per i playoff. Nei quarti incontra Parma e, a sorpresa, si impone per 2-0 raggiungendo le semifinali scudetto: si tratta di un risultato storico per la compagine faentina. In semifinale però Schio è troppo forte per le romagnole che devono cedere per 2-0.
Nel 1995-96 il Club Atletico, sempre sponsorizzato Erreti, rinuncia a Bolton, sostituendola con Vesna Bajkusa. Viene ceduta anche Neradova, rimpiazzata da Simona Sarni. L'Erreti parte male e sembra non riuscire a riprendersi. Al termine del girone di andata si ritrova addirittura all'ultimo posto, un risultato deludente per una squadra che - nei piani della dirigenza - doveva qualificarsi senza troppi problemi per i playoff. Il girone di ritorno è però migliore e l'Erreti termina la stagione al decimo posto. La successiva poule salvezza vede le manfrede salvarsi senza troppe difficoltà.
Nel 1996-97 la società libera Petitpierre; sulla panchina manfreda siede Adolfo Marisi, ex storico coach dalla squadra di pallacanestro maschile cittadina, da lui guidata a una memorabile promozione in B1. Vengono tagliate anche Bajkusa e Guyton, sostituite dalle statunitensi Bridget Pettis e Tammye Jenkins. Le faentine disputano una stagione caratterizzata dalla mancata continuità dei risultati, alternando sorprendenti strisce di vittorie ad impressionanti filotti di sconfitte consecutive. Le sconfitte però sono più delle vittorie ed al termine della stagione regolare l'Erreti si piazza al penultimo posto. La salvezza giunge quindi attraverso i playout: nelle semifinali infatti le manfrede superano 2-1 Messina.
Nel 1997-98 il roster manfredo viene completamente rivoluzionato. Partono Gardellin, Sarni, Ferrari, Pettis e Jenkins. Al loro posto rientra Comelli ed arrivano Rusticelli, Voltan e le straniere Olivera Dragicevic e Dijana Bukovac, quest'ultima a sua volta tagliata e sostituita dall'americana Nakia Hill. La formazione manfreda è poco competitiva; questo, unito alle due sconfitte subite a tavolino per aver schierato cinque giocatrici in prestito anziché le quattro consentite dal regolamento, fa sì che al termine della stagione regolare il Club Atletico si ritrovi all'ultimo posto, con appena 4 punti all'attivo. Nelle semifinali dei playout l'Erreti incontra Messina, venendo sconfitta per 2-0 e trovandosi così a giocarsi la salvezza nella finale contro lo Sport Club Alcamo. Le siciliane però si impongono sia all'andata che al ritorno condannando Faenza alla retrocessione.
Nel 1998-99, vista la discesa in una categoria inferiore, la dirigenza rivoluziona nuovamente la squadra. Partono, ovviamente, le straniere insieme a Voltan, Rusticelli e Fabbri mentre arrivano Rizzardi, Morena Trerè, Mazzoni e Laura Croce e conquistano sempre maggior spazio due talenti del vivaio manfredo: le giovanissime Simona Ballardini e Francesca Modica. Sulla panchina, a sostituire Marisi, torna a sedere Claudio Agresti. Infine è nuovo anche lo sponsor: dopo 5 anni si interrompe il rapporto con l'Erreti, sostituita dall'azienda faentina HS Penta, produttrice di cilindri oleodinamici per ribaltabili. Nella stagione regolare il Club Atletico conquista con autorità il suo girone qualificandosi agli spareggi promozione insieme alle vincenti degli altri due gironi: Delta Basket Alessandria e Libertas Termini Imerese. Le manfrede superano per un solo punto Alessandria (54-53) nella prima partita e poi si impongono anche contro Termini Imerese (70-61) due giorni dopo: Faenza torna così immediatamente in A1, dopo un solo un anno nella serie cadetta.
Nel 1999-2000 la formazione che ha riconquistato la serie A1 viene solamente ritoccata. Per quanto riguarda le italiane partono Croce e Mazzoni e rientra Simona Sarni mentre, tra le straniere, la Penta tessera la statunitense Kedra Holland-Corn. Dopo un inizio molto difficile, caratterizzato da sette sconfitte consecutive, il Club Atletico si risolleva e conquista la salvezza senza troppi problemi classificandosi al dodicesimo posto. Il risultato garantisce anche l'approdo agli ottavi di finale dei playoff, ma le manfrede si fanno superare facilmente dalla Sea Treviglio per 2-0.

### Gli anni 2000 e le prime vittorie

#### La stagione 2000-01
Il mercato consegna al nuovo allenatore Fabrizio Frabetti una formazione molto rinnovata. Dal roster manfredo escono Ballardini, Holland-Corn e Sarni che vengono sostituite dall'ala pivot serba Nina Bjedov, dalla guardia kazaka Oxana Rakhmatoulina e dalla rientrante Gori. Dopo appena quattro giornate, a causa dei pessimi risultati, Frabetti viene esonerato ed arriva a sostituirlo il coach Giacomo Incarbona. Visto il perdurare dei risultati negativi la società decide di correre ai ripari e, nel mercato di riparazione, tessera la giovane play brasiliana Adriana Moisés Pinto. Il Club Atletico sponsorizzato Penta si piazza al penultimo posto nella stagione regolare, la salvezza deve quindi giungere attraverso i playout. In semifinale le faentine cedono per 2-1 contro Termini Imerese ma nella decisiva serie finale, contro Varese, prima espugnano il campo lombardo con una partita sensazionale e poi si impognono al PalaBubani aggiudicandosi la serie 2-0 e garantendosi la permanenza nella massima categoria.

#### La stagione 2001-02
Dopo la sofferta salvezza, il roster manfredo subisce il necessario rivolgimento. Si apre un nuovo ciclo che durerà diverse stagioni. Arrivano la pivot statunitense Marte Alexander, le ali Elena Riccardi, Simona Monici e Silvia Mazzoni e la guardia argentina, naturalizzata italiana, Iris Ferazzoli. Lasciano invece la squadra Gori, Rizzardi, Trerè e la capitana Comelli. Un'altra grossa novità è rappresentata dal cambiamento dei colori delle canotte che passano dal giallorosso della stagione precedente al bianco-nero-verde dello sponsor Penta. Questo è il campionato del lancio definitivo di giocatrici come Francesca Modica per le italiane e per Adriana per le straniere che, da perfetta sconosciuta, arriva anche a giocare nella nazionale brasiliana. Il campionato delle faentine come in tutti i nuovi gruppi risulta essere piuttosto altalenante ma alla fine della stagione regolare le romagnole si classificano ottave qualificandosi per i playoff. Nei quarti il Club Atletico si scontra però contro la fortissima Pool Comense che lo elimina con un secco 2-0.

#### La stagione 2002-03
Nella stagione 2002-03 la Penta riceve il rinforzo della guardia Maria Chiara Franchini (in prestito da Parma), mentre Monici si trasferisce a Treviglio. La stagione è caratterizzata dalla movimentata gestione del pacchetto straniere del Club Atletico: le nuove normative FIP infatti consentono lo schieramento di solo una (delle due tesserate) straniera extracomunitaria in campo, più di una comunitaria. Questo costringe il Club Atletico a tesserare prima una straniera comunitaria, Theresa Kleindienst, (come riserva di Adriana) salvo poi cederla quando Nina Bjedov acquisisce lo status di comunitaria. Questa instabilità del roster, unita a qualche infortunio di troppo, fa sì che al termine dell'andata la squadra sia soltanto decima. Nel girone di ritorno le faentine inseguono a lungo l'ottava posizione ma la caccia non va a segno: Faenza arriva nona, evitando i play-out ma senza riuscire a qualificarsi per i play-off.

#### La stagione 2003-04
Il campionato 2003-04 vede il ritorno di Simona Ballardini (in prestito da Schio). Arrivano anche l'ala veneta Manuela Ramon e la giovanissima brasiliana Graziane de Jesus Coelho (classe 1983). La squadra parte male tanto che, dopo poche giornate, viene sostituito l'allenatore. La dirigenza chiama Paolo Rossi, romano di nascita ma riminese d'adozione. Col nuovo tecnico la Penta trova lo smalto migliore, si qualifica agevolmente per i play-off e batte le forti Parma e Napoli. L'approdo alle semifinali è mancato di un soffio. La Penta, ancora assetata di vittorie, partecipa alla poule per le Coppe Europee centrando la qualificazione alla Coppa FIBA. Il rientro in Europa avviene 25 anni dopo la prima, e fino ad allora unica, partecipazione.

#### La stagione 2004-05
Nell'estate 2004 vengono riscattate definitivamente Simona Ballardini e Maria Chiara Franchini e viene acquistata la talentuosa croata Emilija Podrug in sostituzione di Nina Bjedov. La squadra comincia l'annata 2004-05 con una striscia di otto vittorie nelle prime nove giornate. In classifica la Penta guarda tutti dall'alto. La brasiliana Adriana è la leader del quintetto. Nel girone di ritorno, invece, la Penta si appanna e conclude al quarto posto. In Europa la Penta decide di chiamarsi "Faenza Faïence", per esportare l'eccellenza della città nella ceramica. Anche la stagione nella Coppa FIBA è lusinghiera. Dopo aver vinto il proprio girone, le romagnole si impongono sulle connazionali di Rovereto e della Reyer Venezia. Il loro cammino si interrompe soltanto nei Quarti contro lo Zkk Croatia di Zagabria.
Tornando al campionato, nei Quarti la Hs Penta se la deve vedere con le campionesse in carica di Como. La sfida si risolve nella "bella" del PalaBubani, dove la squadra, sostenuta da un tifo strepitoso, si impone con autorità e si qualifica per la semifinale con Napoli. La squadra partenopea ha dominato il campionato giungendo prima nella stagione regolare, ma le faentine non hanno più paura di nessuno. Espugnano il campo avversario in gara-uno e si confermano in casa, piazzando un perentorio 2-0. La Penta per la prima volta raggiunge la finale scudetto. La città è in delirio. La finale è al meglio delle cinque partite, avversarie le venete del Famila Schio. Nessuna delle due formazioni ha mai vinto lo scudetto. Il calendario prevede gara-uno a Faenza, gara-due e gara-tre a Schio, gara-quattro a Faenza e la eventuale bella a Schio.
Nella prima sfida le romagnole partono bene, ma nella seconda metà della gara Schio recupera tutto il distacco. La gara va ai supplementari, dove le venete, più esperte nel gestire le finali, prevalgono. Gara-due e gara-tre vengono vinte egualmente dalle padrone di casa. Schio così esulta per il suo primo scudetto, ma anche Faenza può festeggiare per il miglior risultato della sua storia.

#### La stagione 2005-06
Nell'estate del 2005 il presidente Piombini cambia in un colpo solo sponsor e allenatore. Il nuovo marchio impresso sulle magliette è quello della casa di moda Germano Zama, che dalla stagione seguente imporrà la nuova colorazione bianconera sulle canotte. Si decide comunque che il logo Penta sarà utilizzato per le gare di Coppa FIBA, alla quale il Club Atletico si è automaticamente qualificato giungendo alla finale scudetto. Il nuovo allenatore è Giampiero Ticchi, nato a Pesaro e residente a Cattolica, ex tecnico nel settore professionistico maschile con Rimini. Ticchi si avvicenda con Rossi, che lo sostituisce sulla panchina dei "Granchi".
Il Club Atletico rinforza la sua rosa soprattutto nel settore delle lunghe, con l'arrivo della slovena Daliborka Jokic al posto di Podrug e dell'esperta Lorenza Arnetoli, ma la stagione 2005-06 non è così foriera di soddisfazioni come quella precedente. Faenza parte bene con cinque vittorie nelle prime sei giornate caratterizzate da un gioco divertente e spumeggiante. Poi la leader della squadra, Adriana Moisés Pinto, annuncia di essere incinta e si ritira. La notizia scuote tutto l'ambiente. La Germano Zama perde il suo punto di riferimento. Senza la playmaker paulista la squadra infila una serie di tre sconfitte consecutive. In EuroCup (nome ufficiale della Coppa FIBA) la squadra supera la prima fase a gironi, piazzandosi al secondo posto in un girone composto da Tarbes, Irun e Rhondda Rebels, e si qualifica per la fase ad eliminazione diretta. Qui però viene eliminata dalle turche del Mersin.
Nel girone di ritorno del campionato il Club Atletico, che nel frattempo ha sostituito Adriana con la connazionale Ana Flavia, non perde la testa e termina la stagione regolare al terzo posto. La prima sfida dei play-off è con la nobile decaduta, Como. Faenza liquida la pratica in due vittorie secche. Bisognerà dare molto di più invece per battere Priolo, che in campionato è giunta davanti alle romagnole. A Faenza serve una vittoria fuori casa. Il primo incontro si disputa a Faenza. Tutta la pressione è sulle ragazze di casa. Al termine di una gara intensissima la Germano Zama supera Priolo. Priolo capovolge subito il risultato nella prima delle due sfide casalinghe. In gara-tre (ancora in Sicilia) Faenza si presenta molto più concentrata; durante la partita è più volte in vantaggio. Quando mancano solo dieci secondi alla fine le due squadre sono in perfetta parità: 68-68. Poi accade un giallo: mentre la priolese Palie tenta il tiro della disperazione viene toccata dalla Arnetoli. Un arbitro ha già fischiato la fine della partita, mentre l'altro fischia il fallo. I due direttori di gara si consultano e mandano in lunetta la Palie. Priolo vince così 70-68 ed elimina inopinatamente dalla corsa scudetto Faenza.

#### La stagione 2006-07
Al termine della stagione coach Ticchi torna sulla panchina della squadra maschile di Rimini scambiando nuovamente il ruolo con Paolo Rossi, che torna a Faenza. Il mercato estivo vede l'approdo nella città manfreda della play serba Marija Erić e della pivot italo-americana Marte Alexander, che sostituiscono Ana Flavia ed Arnetoli. La stagione 2006-2007 è la migliore mai disputata dal Club Atletico Faenza. La squadra romagnola, per la prima volta nella sua storia: 1) Vince la Coppa Italia, primo trofeo nella storia del Club; 2) Arriva prima nella stagione regolare (con 26 vittorie su 30 incontri); 3) Disputa una finale europea.
In EuroCup le romagnole affrontano il girone eliminatorio insieme a Wasserburg, Novia Munalux e Barcellona, piazzandosi al primo posto con 5 vittorie su 6 partite e qualificandosi così ai sedicesimi di finale. Qui incontrano le ucraine di Zaporozhye ed escono sconfitte per 49-61. Nella partita di ritorno al PalaBubani, però, le manfrede travolgono le ospiti per 93-65 approdando quindi al turno successivo. Questa roboante vittoria dà fiducia alla squadra faentina che in seguito supera sia le spagnole di Irun negli ottavi di finale che le russe del Chevakata nei quarti di finale senza mai perdere una partita. In semifinale le biancoazzurre si trovano di fronte la Dynamo Mosca. L'andata si disputa a Mosca ed il Club Atletico capitola per 62-59 ma al ritorno ribalta nuovamente il risultato imponendosi per 66-54 e qualificandosi così per la prima finale europea della sua storia. In finale le avversarie sono le favoritissime russe della Dinamo Mosca che, nonostante l'entusiasmo del pubblico faentino, si impongono nel doppio confronto.
In Coppa Italia la FIP sceglie Taranto come città ospitante delle Final Four. Le partecipanti sono Taranto, Napoli, Priolo, e Faenza. Le faentine, saldamente in testa al campionato, sono le favorite d'obbligo e non deludono le aspettative. In semifinale superano Priolo mentre in finale sconfiggono Napoli per 70-62 inaugurando così la bacheca dei trofei della società manfreda.
In campionato il cuore dei tifosi è pieno di speranza. Dopo una cavalcata trionfale che porta il Club Atletico Faenza a finire la stagione regolare al primo posto, tutta la città vuole essere presente nel momento in cui la squadra scriverà il proprio nome per la prima volta nell'Albo d'oro. Simona Ballardini infatti si infortuna seriamente al ginocchio nella prima partita dei play-off (il quarto di finale contro La Spezia). Nonostante l'infortunio della capitana le manfrede si sbarazzano agevolmente delle spezzine per 2-0 ed approdano in semifinale, contro Priolo. Il Club Atletico perde gara-1 in Sicilia ma poi, al PalaBubani, regola le avversarie in gara-2 e gara-3, giungendo così alla seconda finale scudetto della sua storia. Pochi secondi dopo l'inizio della serie finale che assegnerà lo scudetto contro Napoli s'infortuna anche la playmaker Marija Erić. Questo ulteriore infortunio è una vera mazzata per le faentine, che prive di due pedine fondamentali, perdono la serie decisiva 1-3 vedendo così sfuggire l'agognato titolo.
In virtù del secondo posto finale e della qualificazione all'Eurolega femminile, dalla stagione successiva la squadra disputa le partite casalinghe nell'ampio PalaCattani (5.000 posti a sedere).

#### La stagione 2007-08
La stagione 2007-2008 parte con grandi aspettative. Si vuole replicare l'eccezionale annata appena passata e se possibile fare meglio, il che significa una cosa sola: lo scudetto. Il roster vede la partenza della pivot brasiliana Graziane, sostituita dalla connazionale Cintia Dos Santos, e l'arrivo dell'oriunda italo-brasiliana Karen David. L'americana Marte Alexander, alle prese con la nascita del suo primo figlio, decide di prendere un anno di pausa dalle competizioni. Il primo obiettivo della Germano Zama è la Supercoppa di Lega. Faenza, detentrice della Coppa Italia, affronta Napoli Campione d'Italia: è la rivincita della finale scudetto. Si gioca il 15 ottobre, le partenopee prevalgono ancora, per un solo punto: 59 a 58.
 
Nei primi due mesi di campionato il cammino della Germano Zama prosegue spedito: le ragazze raccolgono ben 18 punti. Poi il 16 dicembre il ginocchio di Simona Ballardini fa crac per la seconda volta. È come se una tegola cadesse su tutta la squadra, che si disunisce. Faenza inanella una serie di sei sconfitte consecutive (spicca la sconfitta interna con il debole Viterbo) e fallisce altri due importanti obiettivi: la qualificazione agli ottavi di finale di Eurolega (due vittorie e otto sconfitte nel girone D dove erano inserite insieme a Valencia, Dinamo Mosca, Pecs, Vilnius e Mondeville) e la partecipazione alle Finali di Coppa Italia, in quanto le manfrede non arrivano tra le prime quattro del girone di andata.

Nel girone di ritorno Faenza ha una reazione di orgoglio vincendo la sfida con Parma, ma dall'incontro con Montigarda (24 febbraio) scende di nuovo il buio: le manfrede perdono sette gare consecutive. Il punto più basso della stagione viene toccato nella settimana prepasquale con il rovinoso -33 interno con Schio (19 marzo) e l'imbarazzante prestazione a Viterbo, dove sono segnati soltanto 37 punti.
Alla fine della stagione regolare la Germano Zama è settima con 12 vinte e 14 perse. Scattano i play-off. Le manfrede incontrano la seconda in classifica, che è Schio. Nonostante il ritorno di Simona Ballardini, le faentine vengono eliminate con un secco 0-2.

#### La stagione 2008-09
La stagione 2008-2009 è la 50ª del Club Atletico in Serie A. Per la prima volta dopo tanti anni la formazione faentina non ha uno sponsor principale sulle canotte e riprende a chiamarsi semplicemente Club Atletico ed a vestire i colori biancoazzurri della città di Faenza. La stagione inizia con una rivoluzione totale per quanto riguarda il roster: nessuna delle giocatrici della stagione precedente viene confermata, a parte Emanuela Ramon (che però lascerà Faenza alla fine del 2008 nel mercato invernale). Questa rivoluzione in seno alla squadra desta molto scalpore, soprattutto i trasferimenti delle stelle Simona Ballardini e Daliborka Jokic, che si accasano a Venezia. La nuova formazione si presenta ai blocchi di partenza con alcuni ritorni, quello della playmaker Adriana Moisés Pinto, della guardia Francesca Modica e della pivot Marte Alexander e con altri nuovi innesti: l'ala pivot Milka Bjelica e la playmaker Angela Zampella, giocatrici già affermate, insieme ad alcune scommesse, come la guardia Maja Erkič, l'ala Lavinia Santucci e l'ala pivot Eglė Šulčiūtė.
La formazione manfreda, partita senza grosse ambizioni, disputa invece un campionato al di sopra delle attese ed al termine del girone di andata si qualifica per le final four di Coppa Italia, che vengono organizzate e disputate proprio a Faenza. Secondo le statistiche, dal 2001 la squadra ospitante non è mai riuscita ad ottenere il successo finale ed inoltre il Club Atletico deve affrontare la competizione facendo a meno di Francesca Modica, uno dei suoi elementi più rappresentativi, infortunatasi pochi giorni prima. Nonostante questo Faenza smentisce i pronostici battendo nettamente Venezia in semifinale e aggiudicandosi la Coppa sconfiggendo in finale la Lavezzini Parma (63-51) davanti a oltre 3.500 spettatori. È il secondo trofeo nella storia del club.
In campionato il Club Atletico termina la stagione regolare al quarto posto. Nel primo turno dei play-off incontra nuovamente la Lavezzini Parma e la supera aggiudicandosi la serie per 2-1.
In semifinale le manfrede si trovano ad affrontare il fortissimo Cras Taranto, che ha concluso la stagione regolare in testa alla classifica. Le biancoazzurre si aggiudicano gara-1 ma poi non riescono a ripetere il colpaccio nelle altre due partite. Le pugliesi eliminano quindi le faentine per 2-1 ed approdano in finale per poi concludere la stagione aggiudicandosi il tricolore: per il terzo anno consecutivo, quindi, il cammino del Club Atletico nei playoff si arresta solo di fronte alla squadra che al termine della stagione si aggiudica lo scudetto.

#### La stagione 2009-10
Il mercato estivo consegna al confermatissimo coach Paolo Rossi una rosa competitiva: nonostante le sirene di alcune ricche società, infatti, le migliori giocatrici dell'anno precedente vengono confermate in squadra. L'unico elemento del quintetto base a lasciare il club è Milka Bjelica, sostituita dall'ala francese di origine gabonese Géraldine Robert. Insieme a lei lasciano la squadra anche Angela Zampella ed Eglė Šulčiūtė mentre approdano al Club Atletico Faenza la guardia Beatrice Sciacca, che ritorna in Romagna dopo l'esperienza di Priolo (ma che per un problema di tesseramento potrà essere schierata in campo solo a partire dalla seconda giornata di campionato), e le giovani Valeria Battisodo, playmaker proveniente da Umbertide, e Oleksandra Prystupa, pivot di nazionalità ucraina proveniente da Kursk.
La stagione agonistica comincia con la Supercoppa. Faenza sfida le campionesse d'Italia del Taranto Cras Basket. Nonostante una prova volitiva delle biancoazzurre, le tricolori padrone di casa si aggiudicano il trofeo per 65-62. La Supercoppa si dimostra quindi una competizione stregata per Faenza, che la disputa per la terza volta senza mai riuscire ad aggiudicarsela.
Il cammino della squadra di coach Rossi in campionato inizia invece con la sconfitta, un po' a sorpresa, contro Sesto San Giovanni. Alla seconda giornata, però, le manfrede si riscattano superando in trasferta Parma; dopo essersi sbloccate inanellano una serie impressionante di risultati positivi contro Pozzuoli, Como, Umbertide e Venezia, quest'ultima una delle favorite per la vittoria del campionato. La vittoria ottenuta sul campo, però, viene in un primo momento ribaltata da una sconfitta a tavolino inflitta dal giudice sportivo a causa di un'infrazione commessa dalla società nel tesseramento della vice allenatrice Cristina Bassi, che nell'occasione sostituiva il capo allenatore Paolo Rossi, malato. Solo dopo quindici giorni la vittoria viene definitivamente assegnata alle manfrede con l'omologazione del risultato ottenuto sul campo, grazie all'accoglimento da parte della Commissione Giudicante Nazionale del ricorso presentato dal Club Atletico. Le polemiche che seguono l'episodio non impediscono alle faentine di continuare la loro marcia: dopo la partita contro Venezia arrivano infatti le vittorie a domicilio su Priolo, sempre con Cristina Bassi in panchina a guidare la squadra, poi su Napoli, con coach Rossi che riprende il suo posto in panchina, e su Livorno, vittoria che garantisce alle manfrede il matematico piazzamento nelle prime quattro posizioni al termine del girone di andata e la conseguente qualificazione per i quarti di finale della Coppa Italia. Il filotto vincente del Club Atletico si interrompe solo alla decima giornata di andata, di fronte alle campionesse d'Italia del Taranto Cras Basket, fino a quel momento imbattute in campionato, che espugnano il PalaMokador dopo un tempo supplementare. Arriva in seguito un'ulteriore sconfitta, contro Schio, che però non impedisce al Club Atletico di concludere il girone di andata con un ottimo terzo posto.
Il girone di ritorno comincia con un pronto riscatto delle manfrede che superano agevolmente Sesto San Giovanni, poi si impongono contro Parma ai supplementari e superano a domicilio Pozzuoli.
Proprio le puteolane sono poi le avversarie delle faentine nei quarti di finale di Coppa Italia. Le ragazze di coach Rossi le regolano sia all'andata che al ritorno ottenendo così la qualificazione alle final four di Coppa Italia, per la quarta volta negli ultimi 5 anni. In campionato il cammino delle biancoazzurre prosegue con le vittorie contro Como e contro Umbertide. Contro Venezia incappano poi nella prima sconfitta del girone di ritorno, che viene però prontamente riscattata dal successo contro una delle rivali storiche, Priolo.
Giunge poi il momento delle final four di Coppa Italia, che quest'anno vengono organizzate al Palataliercio di Mestre. Le semifinali vedono di fronte Schio-Club Atletico e Taranto-Venezia. Queste final four sono però una grande delusione per le faentine che nella semifinale, dopo aver condotto per tutta la partita, vengono superate proprio negli ultimi istanti dal Famila Schio e perdono di un solo punto. Sono proprio le venete poi ad aggiudicarsi la Coppa superando, ancora con un solo punto di scarto, le padrone di casa di Venezia, che in semifinale avevano sconfitto il favoritissimo Cras Taranto.
La stagione regolare delle biancoazzurre si conclude poi con i successi contro Napoli e Livorno, la sconfitta a Taranto e la vittoria contro Schio, che consente alle manfrede di piazzarsi al secondo posto in classifica, alle spalle della corazzata Taranto, con 17 vittorie e 5 sconfitte: un risultato davvero inaspettato ad inizio stagione.
Nei quarti di finale dei playoff Faenza si trova di fronte Sesto San Giovanni, settima al termine della stagione regolare, e la supera per 2-0. In semifinale le manfrede incontrano Schio, terza al termine della stagione regolare. Lo scontro è al meglio delle cinque gare: Faenza perde Gara 1 a Schio, poi, dopo essersi trovata sotto di 13 punti a 4 minuti dal termine, vince Gara 2 con una rimonta straordinaria davanti al proprio pubblico. In seguito però viene sconfitta sia in Gara 3, sempre in casa, che in Gara 4, sul campo avversario. Le venete si aggiudicano quindi la serie per 3-1 ed estromettono il Club Atletico dai playoff. Dopo la sconfitta coach Rossi conferma che si tratta della sua ultima partita sulla panchina manfreda. Il tecnico infatti aveva da tempo manifestato l'intenzione di abbandonare la guida del Club Atletico al termine della stagione in seguito ad alcune dichiarazioni critiche rilasciate a una trasmissione televisiva da Enrico Piombini, presidente della società.

### Dal 2010: ultime stagioni

#### La stagione 2010-11
Il 2010-2011 inizia con un'importante novità a livello societario: il Club Atletico Faenza fonde infatti il proprio settore giovanile con quello del Cervia.
Il nuovo coach è il siciliano Nino Molino al quale il nuovo direttore generale Claudio Bagnoli consegna una rosa profondamente rinnovata: lasciano infatti Faenza Maja Erkič, destinazione Schio, Géraldine Robert, che si accasa a Umbertide, Oleksandra Prystupa e Valeria Battisodo.
Al loro posto arrivano tre straniere debuttanti in serie A, l'ala piccola tedesca Anne Breitreiner, l'ala pivot ucraina Olena Žeržerunova e la pivot statunitense Lauren Ervin, insieme con la playmaker Elisa Bonaldo e la giovane ala Giulia Rulli, entrambe provenienti dalla serie A2. Un'ulteriore novità della stagione è la ricomparsa del marchio di uno sponsor generale sulle canotte del Club Atletico: ad abbinarsi alla squadra manfreda è infatti l'azienda informatica «Officine Digitali».
Il primo impegno della stagione 2010-2011 è il turno di qualificazione alla fase finale della Coppa Italia. Sul parquet del PalaMokador Faenza supera sia Napoli che Sesto San Giovanni accedendo così alle final four.

In campionato Faenza parte bene con una vittoria su Pozzuoli, ma già alla seconda giornata arriva la prima sconfitta contro la forte Umbertide, dove giocano le ex Robert e Ballardini. Subito dopo però le manfrede si riscattano sconfiggendo in serie Napoli, Parma, Venezia e, a sorpresa, anche Schio, una delle favorite per lo scudetto. Al termine di questa serie di vittorie arrivano però le sconfitte contro Como, Sesto San Giovanni, Taranto e Priolo. Durante la pausa dovuta alle festività natalizie la società manfreda opera sul mercato tesserando l'ala-pivot pugliese Silvia Sarni, per sostituire l'infortunata Marte Alexander, e la pivot lituana Vaida Sipavičiūtė, che prende il posto di Olena Žeržerunova, con la quale è stato consensualmente rescisso il contratto. Il girone di andata del campionato si chiude con la vittoria sulla neopromossa Lucca, successo che interrompe la lunga serie di sconfitte e permette a Faenza di piazzarsi al quinto posto in classifica.
Il girone di ritorno si apre sulla falsariga di quello di andata: vittoria contro Pozzuoli, sconfitta contro Umbertide e vittoria contro Napoli. Ma il campionato delle manfrede prosegue all'insegna di una totale incostanza di risultati: in seguito arriva infatti la rovinosa sconfitta di Parma a cui fa da contraltare la vittoria contro Venezia seguita però a sua volta da un'altra pesantissima sconfitta (83-41) per mano di Schio. Poi ancora una vittoria, contro Como, e nuove sconfitte, contro Sesto San Giovanni e Taranto. Nel frattempo si disputano, a Perugia, le Final Four di Coppa Italia ma le biancoazzurre, falcidiate dagli infortuni di Modica, Santucci ed Alexander, soccombono già in semifinale contro Schio, che si aggiudicherà poi il trofeo. La stagione regolare si conclude poi amaramente per le biancoazzurre che, sconfitte sia in casa contro Priolo che a Lucca concludono la stagione all'ottavo posto, l'ultimo utile per conquistare i playoff, il peggior piazzamento degli ultimi anni. Questa posizione in classifica fa sì che l'avversario nel primo turno sia la favoritissima Schio, che ha concluso la stagione regolare al primo posto, con una sola sconfitta proprio contro Faenza. Infatti le venete si dimostrano nettamente superiori aggiudicandosi agevolmente sia gara-1 che gara-2 ed estromettendo così le romagnole dai playoff. Schio si aggiudicherà poi il tricolore.

#### La stagione 2011-12
Nonostante la conferma di coach Nino Molino, il mercato estivo rivoluziona il roster biancoazzurro.
Lasciano infatti la squadra: Elisa Bonaldo, Francesca Modica, Anne Breitreiner, Silvia Sarni, Lauren Ervin e Vaida Sipavičiūtė. Anche la giovane Giulia Rulli viene ceduta, in prestito, in A2. L'addio più doloroso, però, è quello della capitana e stella della squadra Adriana Moisés Pinto, che dopo tre anni lascia per la seconda volta Faenza e si trasferisce a Parma.

I numerosi volti nuovi sono quelli di Marija Erić, proveniente da Priolo e di ritorno a Faenza dopo 3 anni, le giovani Debora Carangelo e Lucia Morsiani da Cervia, le ali statunitensi Alex Montgomery e Demauria Liles, la pivot olandese Naomi Halman e le italiane Paola Mauriello, guardia proveniente da Parma, e Marcella Filippi, ala proveniente da Udine in A-2.
Pochi mesi dopo la sua conferma, la società e Nino Molino si separano bruscamente (3 ottobre). Il Club Atletico, a poche settimane dall'inizio del campionato, rimane senza allenatore capo. La società decide allora di promuovere il nuovo allenatore in seconda Massimo Solaroli, che ad inizio stagione aveva sostituito nel ruolo Cristina Bassi. Dopo l'esonero di Molino arrivano anche le dimissioni dal ruolo di direttore generale di Claudio Bagnoli e dello storico vicepresidente Mauro Bedeschi. Il turbolento pre-campionato della società manfreda si conclude anche con la rinuncia al tesseramento della guardia Alex Montgomery, mentre voci insistenti parlano di una crisi finanziaria all'interno della società. Con questi presupposti l'obiettivo sportivo per la stagione pare essere soltanto quello di lottare la salvezza.
Unica nota positiva è l'abbinamento del Club Atletico con un nuovo sponsor generale, l'azienda di intimo Roberta.
A livello sportivo la stagione inizia con l'immediata eliminazione dalla Coppa Italia, avvenuta per mano di Pozzuoli.
In campionato, invece, le biancoazzurre partono bene conquistando due vittorie nelle prime due giornate contro le neopromosse Cagliari ed Alcamo. Alla terza giornata arriva la prima sconfitta, ad opera del forte Schio, bissata dal rovescio contro Como. Arrivano poi due nuove vittorie, contro Sesto San Giovanni e Parma, seguite a loro volta dalle sconfitte a Lucca e contro Umbertide. Alla nona giornata le faentine interrompono la serie negativa imponendosi a Pozzuoli, ma nella giornata seguente vengono superate da Taranto per poi concludere il girone di andata con un'altra sconfitta, contro Priolo.
Nel frattempo, però, la crisi finanziaria di cui è vittima la società inizia a farsi sentire. La squadra è infatti costretta per motivi economici ad abbandonare il PalaCattani per il meno oneroso Palazzetto dello Sport della vicina Castel Bolognese.
Il ritorno inizia sulla falsariga del girone di andata, con le vittorie contro Cagliari ed Alcamo. A questo punto della stagione l'obiettivo salvezza sembra alla portata, ma le manfrede vanno incontro a una serie di tre sconfitte consecutive (contro Schio, Como e Parma) che fanno ripiombare la squadra ai margini della zona playout. In più la squadra perde un elemento fondamentale: la playmaker Debora Carangelo subisce un infortunio al ginocchio che, di fatto, la mette fuori gioco fino alla fine della stagione. La società corre subito ai ripari e trova una sostituta, poco prima della chiusura del mercato invernale, nella giovanissima (classe 1993) ala-pivot montenegrina Ana Turčinović, che arriva in prestito gratuito da un club israeliano. Pur non coprendo il ruolo della Carangelo, l'acquisto permette comunque di rafforzare il roster allungando le rotazioni a disposizione di coach Solaroli. Il momento buio si interrompe con il successo casalingo contro Lucca bissato dalla vittoria, sempre in casa, contro Sesto San Giovanni. In seguito arrivano tre sconfitte consecutive, contro Umbertide, Pozzuoli e Taranto che però non impediscono alla biancoazzurre di conquistare i playoff matematicamente alla penultima giornata. L'ultima giornata di stagione regolare infine vede le manfrede superare senza troppi affanni Priolo e conquistare a sorpresa un'inaspettata sesta posizione finale, con un bilancio di 10 vittorie e 12 sconfitte.
Il primo turno dei playoff vede le faentine affrontare Como, terza classificata nella stagione regolare, che le elimina per 2-0. L'avventura delle manfrede nelle serie finali si conclude quindi ai Quarti.

#### La cessione del titolo sportivo
Al termine della stagione 2011-12 il presidente Enrico Piombini cede il titolo sportivo di Serie A1 al Club Atletico Romagna, di proprietà di Marco Tonini, che però dopo sette mesi ritira la squadra dal campionato e scioglie la società. Il Club Atletico ha perso la squadra di punta e, dalla stagione 2012-13, è rimasto attivo per alcuni anni solamente nel settore giovanile. Nel 2014 la società ha cessato formalmente di esistere..

## Cronistoria
| Cronistoria del Club Atletico Faenza |
| --- |
| - 1948-49 Promozione Regionale - 1949-50 1º, Promozione Regionale - Promossa in Serie B - 1950-1951 · 1º nel Girone finale di Serie B, promossa in Serie A. - 1951-52 6º Serie A - 1952-53 6º Serie A - 1953-54 4º Serie A - 1954-55 2º Serie A - 1955-56 4º Serie A - 1956-57 3º Serie A - 1957-58 4º Serie A - 1958-59 7º Serie A - 1959-60 5º Serie A - 1960-61 Serie A: 2º Gir. D; elimin. Quarti - 1961-62 Serie A: 1º Gir. A; 3º nella II Fase Gir. A - 1962-63 4º Serie A - 1963-64 5º Serie A - 1964-65 6º Serie A - 1965-66 10º Serie A - Retrocessa in Serie B - 1966-67 Serie B: 4º Gir. B - 1967-68 Serie B: 2º Gir. B; 2º nel Gir. di semifinale - 1968-69 Serie B: 1º Gir. B; 4º nel Gir. di semifinale - 1969-70 Serie B: 1º Gir. B; vince il Gir. di semifinale - Promossa - 1970-71 8º Serie A - 1971-72 6º Serie A - 1972-73 6º Serie A - 1973-74 7º Serie A - 1974-75 6º Serie A - 1975-76 Serie A: 8º stag. regolare; 1º nella poule salvezza - 1976-77 Serie A: 6º Gir. A; 1º nella poule salvezza - 1977-78 Serie A: 4º Gir. B; 5º in poule scudetto - 1978-79 Serie A: 3º Gir. A; 6º in poule scudetto - 1979-80 Serie A: 5º Gir. A; 4º in poule salvezza Quarti di finale di Coppa Ronchetti. - 1980-81 Serie A1: 8º Gir. A; 6º nella poule salvezza - 1981-82 Serie A1: 7º Gir. B; 7º poule salvezza - Retrocessa in Serie A2 - 1982-83 Serie A2: 5º Gir. A - 1983-84 Serie A2: 2º Gir. A; Promossa in Serie A1 ai playoff - 1984-85 Serie A1: 4º Gir. B; 8º in poule scudetto - 1985-86 Serie A1: 8º Gir. A; 6º nella poule salvezza, retrocessa poi ripescata - 1986-87 15º Serie A1 - Retrocessa in Serie A2 - 1987-88 Serie A2: 2º Gir. Nord - Promossa dopo spareggio - 1988-89 7º Serie A1; ai playoff elimin. nei Quarti - 1989-90 11º Serie A1 - 1990-91 9º Serie A1 - 1991-92 8º Serie A1; ai playoff elimin. nei Quarti - 1992-93 11º Serie A1 - 1993-94 9º Serie A1 - 1994-95 6º Serie A1; ai playoff elimin. in Semifinale - 1995-96 10º Serie A1; 1º nella poule salvezza - 1996-97 11º Serie A1; salvo dopo i playout - 1997-98 12º Serie A1 - Retrocessa in Serie A2 dopo i playout - 1998-99 Serie A2: 1º Gir. A - Promossa in Serie A1 dopo spareggi - 1999-2000 12º Serie A1; ai playott elimin. negli Ottavi - 2000-01 13º Serie A1; salvo dopo i playout - 2001-02 8º Serie A1; ai playoff elimin. nei Quarti - 2002-03 9º Serie A1 - 2003-04 Serie A1: 4º nella I fase; 3º nella II fase; 1º in poule FIBA Cup - 2004-05 4º Serie A1; perde la finale scudetto - 2005-06 3º Serie A1; ai playoff elimin. in Semifinale - 2006-07 Serie A1: 1º stag. regolare; perde la finale scudetto - vince la Coppa Italia - 2007-08 7º Serie A1; ai playoff elimin. ai quarti - 2008-09 4º Serie A1; ai playoff elimin. in Semifinale - vince la Coppa Italia - 2009-10 2º Serie A1; ai playoff elimin. in Semifinale - 2010-11 8º Serie A1; ai playoff elimin. ai quarti - 2011-12 6º Serie A1; ai playoff elimin. ai quarti - 2012 Cessione del titolo sportivo di Serie A1 al Club Atletico Romagna. |

## Palmarès

### Prima squadra
- Coppa Italia: 2

2006-07, 2008-09
da citare anche:
- Partecipazioni alle Finali Scudetto: 2

2004-05
2006-07
- Partecipazioni alla Supercoppa Italiana: 3

2005
2007
2009
- Partecipazione alla Finale di EuroCup Women: 1

2006-07

### Settore giovanile
- Campionati italiani giovanili: 1

Campionato italiano Cadette 1988

## Gli allenatori
- 1948-1963 Ernesto Miccoli
- 1963-1964 Alfonso Saviotti
- 1964-1965 Ezio Scudellari
- 1965-1972 Ernesto Miccoli
- 1972-1973 Giuseppe Comastri
- 1973-1976 Alfonso Saviotti
- 1976-1980 Alfonso Bongiovanni poi Gabriele Ceccaroni
- 1980-1981 Gabriele Ceccaroni
- 1981-1982 Renzo Paganelli
- 1982-1985 Claudio Agresti poi Viviana Corsini
- 1985-1986 Viviana Corsini
- 1986-1987 Renato Xella poi Aldo Reggi
- 1986-1987 Aldo Reggi
- 1987-1991 Andrea Petitpierre
- 1991-1993 Stefano Ranuzzi
- 1993-1995 Dario Bellandi
- 1994-1996 Andrea Petitpierre
- 1996-1998 Adolfo Marisi
- 1998-2001 Claudio Agresti
- 2001-2003 Giacomo Incarbona poi Paolo Rossi
- 2003-2005 Paolo Rossi
- 2005-2006 Giampiero Ticchi
- 2006-2010 Paolo Rossi
- 2010-2011 Nino Molino
- 2011-2012 Massimo Solaroli
- 2012- Paolo Rossi

## I tifosi
Il Club Atletico Faenza è una delle società con il maggior seguito della Serie A1.
I suoi sostenitori sono ritenuti tra i più calorosi del campionato.
Negli ultimi anni il tifo per le manfrede è notevolmente aumentato e il piccolo PalaBubani si è rivelato sempre più inadatto ad ospitare il folto numero di appassionati che seguono la squadra.
Dalla stagione 2007-2008 si è deciso di abbandonare il PalaBubani, sempre esaurito ed ormai inadeguato, e ci si è trasferiti nel molto più capiente PalaMokador, situato sempre a Faenza.
Attualmente nella tifoseria biancoazzurra vi sono due gruppi di tifosi organizzati: gli «NFD» ed i «Leoni Biancoazzurri».